# Animal SDGs
Animal SDGs（アニマルエスディジーズ、英語：Animal Sustainable Design Goals、略称：Animal SDGs）は、「地球は人間だけのものじゃない」という視点に立脚し、持続可能な開発目標（SDGs）に対する問いかけである。動物かんきょう会議プロジェクトの一環であり、世界の子どもたち、若者たち、そして大人たちとの対話をとおして構想された。
コンセプトブック「Animal SDGs／動物が語るSDGs」によると、SDGs未来都市の山口県宇部市で2018年からはじまった「せかい！動物かんきょう会議」活動の成果であり、2022年2月に開催された「日本・タイ・モンゴルの子どもたちとの全体会議」（会場：常盤公園 湖水ホール）後にリリースされた概念である。